# モイネシュティ
モイネシュティ（ルーマニア語: Moineşti）は、ルーマニアのバカウ県に位置する都市。2002年時点の人口は2万4210人。地名はルーマニア語で「小雨」か「休耕」という意味のmoinăから派生した。
大規模なユダヤ人のコミュニティがあった時期があり、ユダヤの文献にもMojneschtとしてよく登場する。

## 歴史
1467年に最初に歴史上に登場する。1783年に作成された地図には、モルダヴィアの村として載っている。ターグ（市場町）を宣言した1832年には188世帯、588人が住んでいた。
1921年、モイネシュティは都市型共同体に指定され、紋章と行政権を得た。2002年に自治体となった。

## 経済
モイネシュティ周辺は天然資源に恵まれており、石油、天然ガス、塩、木材などが産出される。1950年代から80年代にかけては大規模な石油抽出業で着々と経済を発展させてきた。しかし1990年代に全国産業が民営化されると経済は悪化し、失業率が50%にも達した。

## ダダイスムの記念碑
モイネシュティに生まれダダイスムを確立したトリスタン・ツァラを讃え、1996年に街へ至る道路の入口に記念碑が置かれた。ドイツ系ルーマニア人の彫刻家インゴ・グラスの作で、コンクリートと鉄製、長さ25m、幅2.6m、高さ10m、重さ120mある。

## ゆかりの人物
- トリスタン・ツァラ - ダダイスムの提唱者
- モーセス・ローゼン - 1948年から94年まで、ルーマニアのラビの長を務めたユダヤ人
- ニストリャーヌ兄弟 - 学者
  - ゲオルゲ・ニストリャーヌ - 法学者。専門は刑法、犯罪学。アレクサンドル・イオアン・クーザ公安アカデミーブカレスト校教授。准将
  - ニストリャーヌ・プユ - 経済学者。専門は経営管理、観光とサービス。経済学アカデミーブカレスト校教授